# Geel schorsbekertje
Het geel schorsbekertje (Pezicula cinnamomea) is een schimmel behorend tot de familie Dermateaceae. Het leeft saprotroof (?) op dode twijgen en takken van naaldbomen. Hij komt vooral voor op dennen (Pinus), lork (Larix) en Juniperus. Vruchtlichamen komen voor van september tot november.

## Verspreiding
In Nederland komt het matig algemeen voor. Het staat niet op de rode lijst en is niet bedreigd.

## Foto's

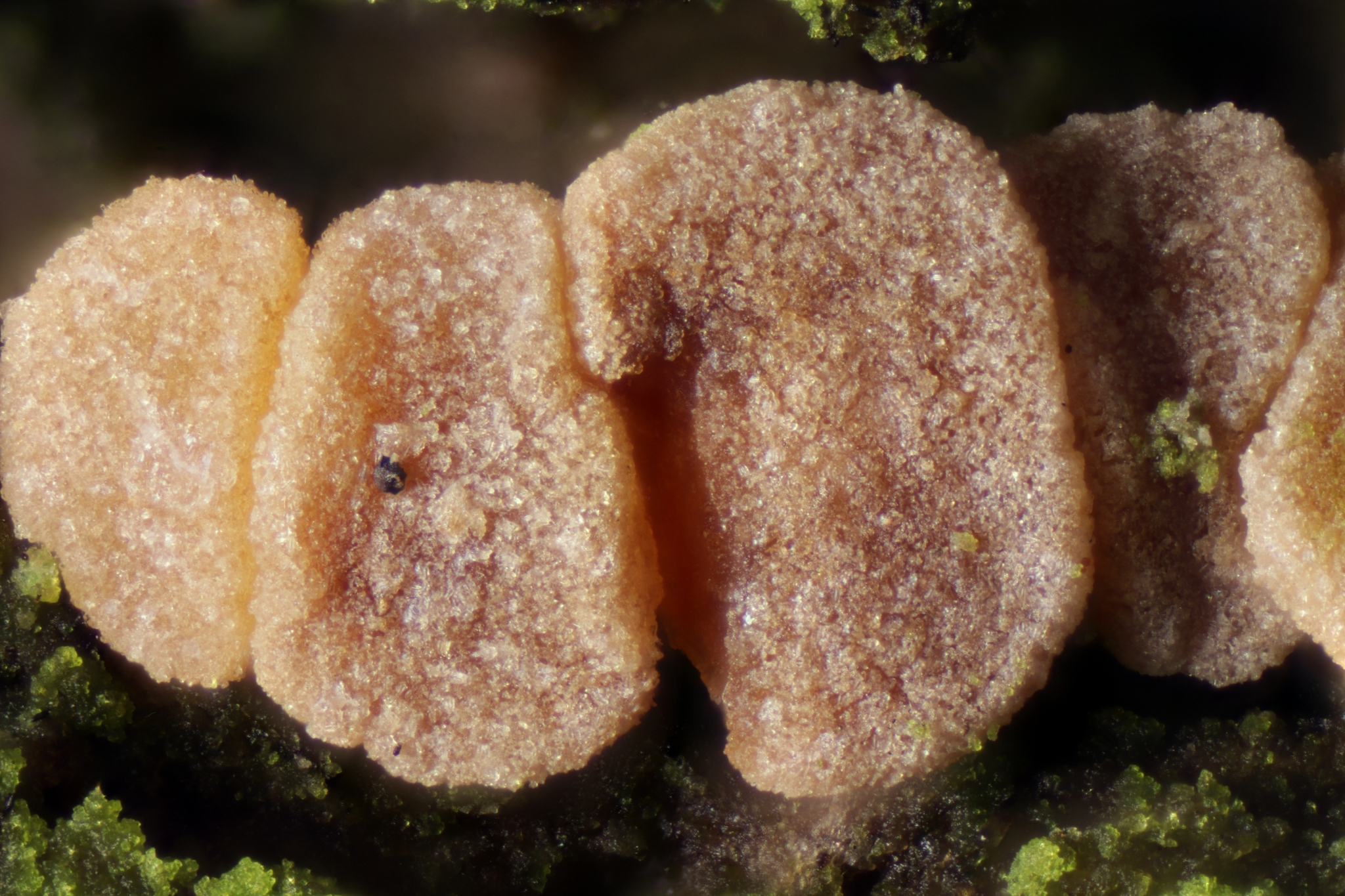
Apothecia
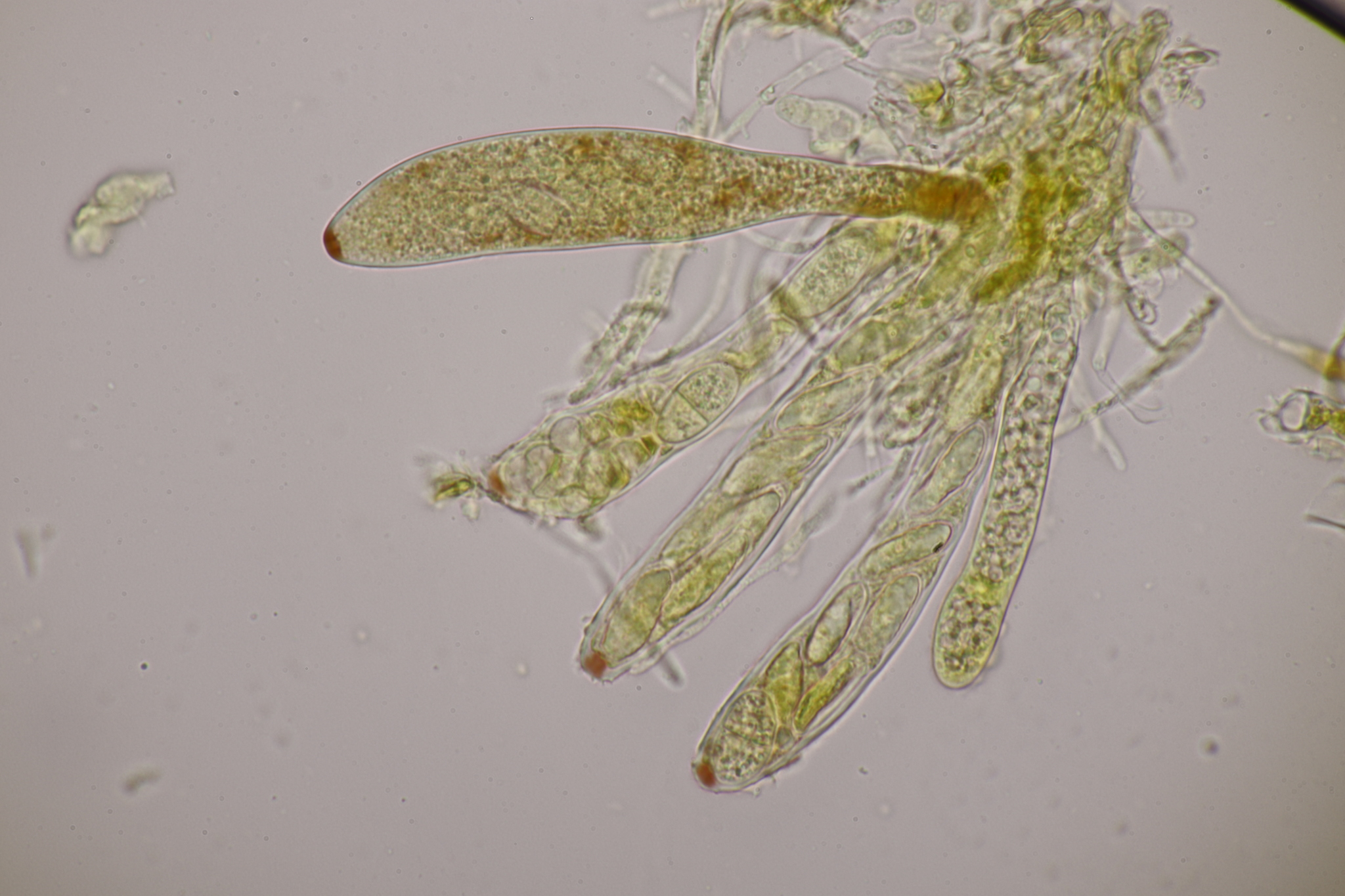
Asci met sporen
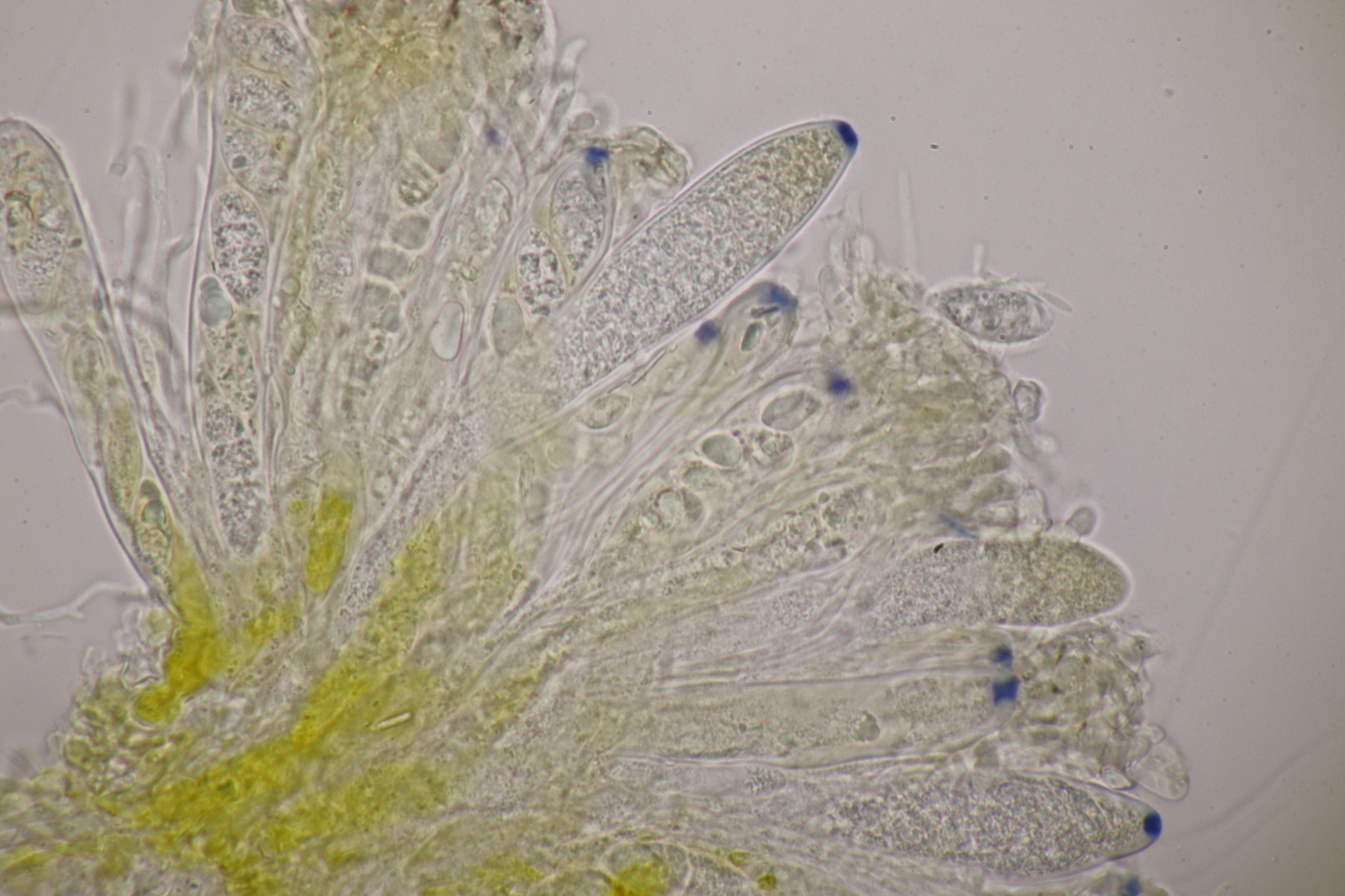
Asci met blauwgekleurde toppen